# Huerfano
Huerfano és una concentració de població designada pel cens dels Estats Units a l'estat de Nou Mèxic. Segons el cens del 2000 tenia 104 habitants.

## Demografia
Segons el cens del 2000, Huerfano tenia 104 habitants, 28 habitatges, i 22 famílies. La densitat de població era d'1,5 habitants per km².
Dels 28 habitatges en un 39,3% hi vivien nens de menys de 18 anys, en un 57,1% hi vivien parelles casades, en un 17,9% dones solteres, i en un 21,4% no eren unitats familiars. En el 14,3% dels habitatges hi vivien persones soles el 14,3% de les quals corresponia a persones de 65 anys o més que vivien soles. El nombre mitjà de persones vivint en cada habitatge era de 3,71 i el nombre mitjà de persones que vivien en cada família era de 4,32.
Per edats la població es repartia de la següent manera: un 38,5% tenia menys de 18 anys, un 7,7% entre 18 i 24, un 25% entre 25 i 44, un 20,2% de 45 a 60 i un 8,7% 65 anys o més.
L'edat mediana era de 30 anys. Per cada 100 dones de 18 o més anys hi havia 82,9 homes.
La renda mediana per habitatge era de 24.583 $ i la renda mediana per família de 24.583 $. Els homes tenien una renda mediana de 18.750 $ mentre que les dones 13.750 $. La renda per capita de la població era de 7.333 $. Cap de les famílies estaven per davall del llindar de pobresa.

## Poblacions més properes
El següent diagrama mostra les poblacions més properes.